# Yébleron
Yébleron település Franciaországban, Seine-Maritime megyében. Lakosainak száma 1283 fő (2022. január 1.). Yébleron Bolleville, Hattenville, Raffetot, Rouville és Terres-de-Caux községekkel határos.

## Népesség
A település népessége az elmúlt években az alábbi módon változott:
| Lakosok száma | 1387 | 1330 | 1321 | 1284 | 1279 | 1269 | 1274 | 1278 | 1283 |
|               | 2013 | 2015 | 2016 | 2017 | 2018 | 2019 | 2020 | 2021 | 2022 |